# Ophrynia truncatula
Ophrynia truncatula är en spindelart som beskrevs av Nikolaj Scharff 1990. Ophrynia truncatula ingår i släktet Ophrynia och familjen täckvävarspindlar.
Artens utbredningsområde är Tanzania. Inga underarter finns listade i Catalogue of Life.